# Oulad Chbana

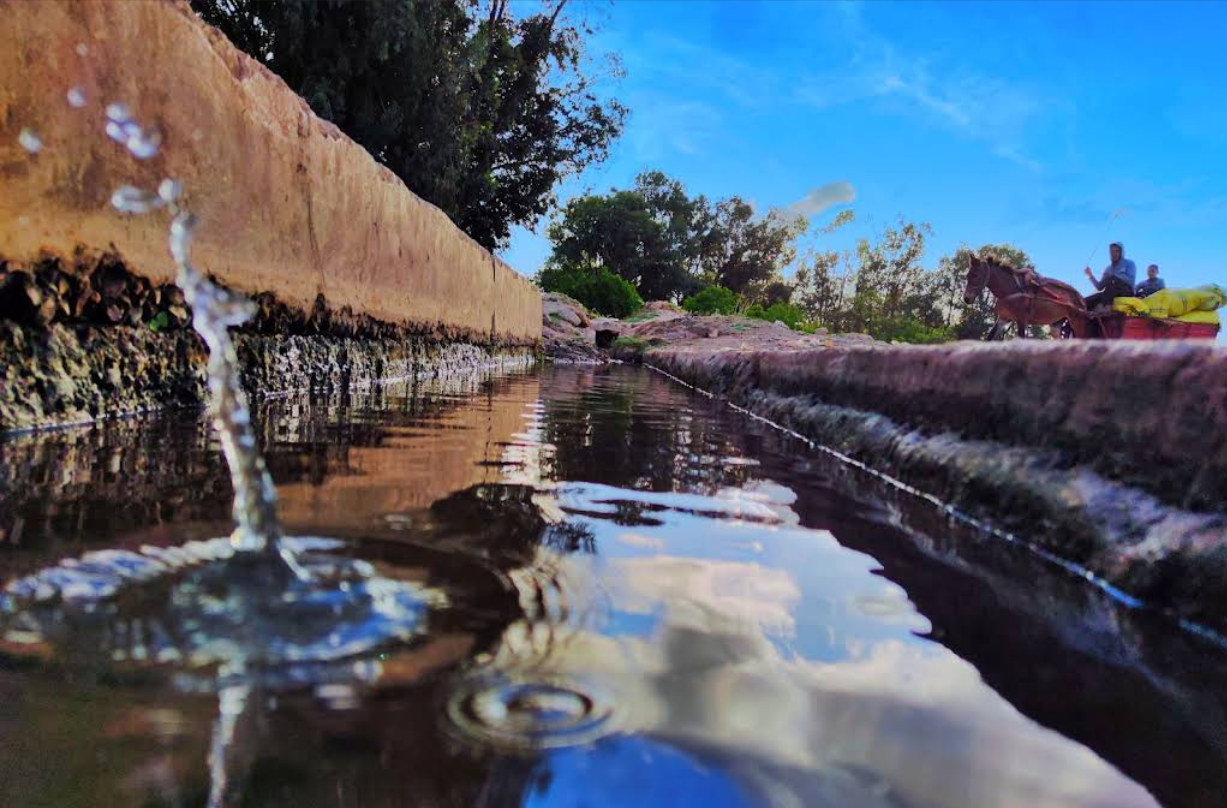
Zone agricole à Oulad Chbana

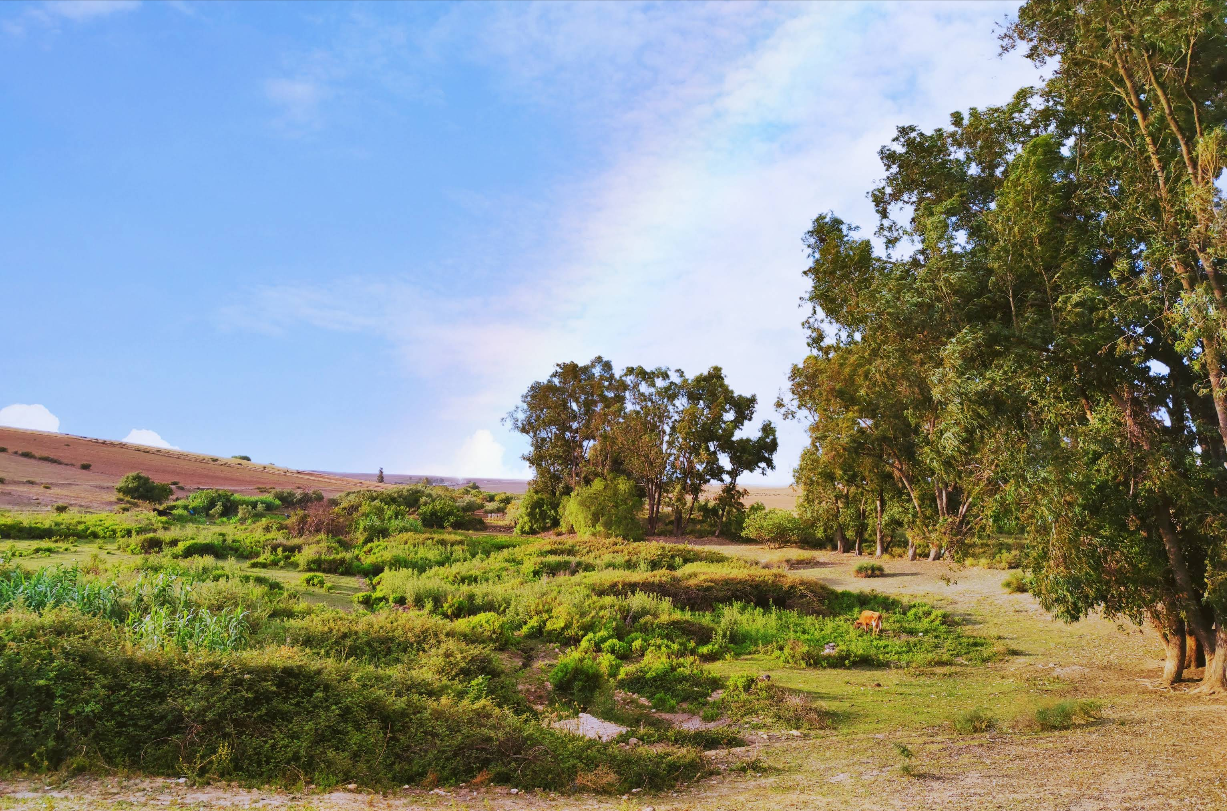
Zone boisée entourant la ville

Oulad Chbana [أولاد شبانة] [ⵓⵍⴰⴷ ⵛⴱⴰⵏⴰ] est une petite ville et commune rurale de la province de Settat de la région de Casablanca-Settat au centre du Maroc.

## Géographie
Oulad Chbana se situe sur le plateau de Chaouia à environ 370 m d'altitude, à environ 25 km au sud-ouest de la ville de Settat et à 80 km au sud de Casablanca. Le paysage environnant est légèrement vallonné, avec des champs de céréales et des oliveraies dominant l'utilisation des terres locales.

## Administration
La commune fait partie de la Province de Settat (code ISO 06.461) au sein de la région Casablanca-Settat. C'est l'une des 17 communes rurales du cercle d'El Borouj de la province.

## Démographie
Au moment du recensement de 2004, Oulad Chbana comptait 7 925 habitants répartis en 1 195 ménages. Selon le recensement national de 2014, la population s'élevait à 8 081 habitants vivant dans 1 319 ménages, dont 47,9 % étaient des femmes et 52,1 % des hommes. La taille moyenne des ménages était d’environ 6,1 personnes,.

### Population historique
| Année | Population |
| ----- | ---------- |
| 1994  | 7 452      |
| 2004  | 7 925      |
| 2014  | 8 081      |

## Économie
L’agriculture constitue le pilier de l’économie locale, avec le blé, l’orge et les oliviers en tant que cultures principales. L’élevage à petite échelle, notamment des ovins et caprins, ainsi que l’aviculture, viennent compléter les sources de revenus des ménages.

## Infrastructure
Oulad Chbana est desservie par des routes régionales la reliant à Settat (P 2002) ainsi qu’aux communes avoisinantes. L’autoroute principale la plus proche, l’A7 Casablanca-Marrakech, est accessible depuis Settat. La commune dispose d’une école primaire et d’un centre de santé, tandis que l’enseignement secondaire et les services hospitaliers se situent à Settat.

## Culture et société
La commune est majoritairement musulmane, et la vie locale s'organise principalement autour du souk hebdomadaire ainsi que des fêtes agricoles saisonnières. La musique et la danse traditionnelles chaouies continuent d'animer les événements familiaux et communautaires, témoignant d’un riche patrimoine culturel toujours bien vivant.